# Gunpo
Gunpo (hangul 군포시, hanja 軍浦市) är en stad i den sydkoreanska provinsen Gyeonggi. Den är en sydlig förort till Seoul och hade 280 039 invånare i slutet av 2020.
Kommunen är administrativt indelad i elva stadsdelar (dong):
Daeya-dong,
Geumjeong-dong,
Gungnae-dong,
Gunpo1-dong,
Gunpo2-dong,
Gwangjeong-dong,
Jaegung-dong,
Ogeum-dong,
Sanbon1-dong,
Sanbon2-dong och
Suri-dong.